# Roccagorga
Roccagorga je obec v provincii Latina v italském regionu Lazio, která se nachází asi 70 kilometrů jihovýchodně od Říma a asi 20 kilometrů severovýchodně od města Latina.
Roccagorga sousedí s obcemi Carpineto Romano, Maenza, Priverno a Sezze.

## Historie
Roccagorga se nachází na Monte Nero, kopci na jihu pohoří Lepini. Počátky města se datují do doby po zničení obce Priverno v roce 796. Roccagorga je pojmenována po matróně Gorze, která se podle legendy usadila na Monte Nero spolu s uprchlíky obce z Privero.

## Geografie
Terén je převážně kopcovitý a hornatý s půdou bohatou na vápník. To pomáhá zajistit celoroční dodávku vody do oblasti. Klima je středomořské, s horkými, suchými léty a mírnými, vlhkými zimami. Zemědělství v této oblasti se zaměřuje na pěstování oliv, čemuž napomáhá středomořské podnebí, vápenitá půda a jižní expozice svahů.

## Hlavní památky
- Eremitáž svatého Erasma
- Etnické muzeum pohoří Lepini
- Kostel svatého Leonarda a svatého Erasma
- Baronský palác